# آقای کامل (فیلم)
آقای کامل 
(به تلوگویی: Mr. Perfect) فیلمی است محصول سال ۲۰۱۱ و به کارگردانی داساراده است. در این فیلم بازیگرانی همچون پرابهاس، کجال آگاروال، تاپسی پانو، کاسیناتونی ویسوانت، پراکاش راج، سایاجی شینده و کائوشال ماندا ایفای نقش کرده‌اند.